# محمد باقریان
محمد باقریان (متولد ۱۳۲۶ تهران) سیاستمدار ایرانی، معاون رئیس‌جمهور در دولت هفتم، دبیرکل سابق جمعیت توحید و تعاون بوده است.

## تحصیلات
محمد باقریان دارای فوق لیسانس مهندسی مکانیک از دانشگاه شیراز است.

## سوابق
محمد باقریان در دولت چهارم به جمع دولتمردان ایرانی پیوست. وی چندین سال متوالی مسئولیت‌های دولتی را تجربه کرد. بهزاد نبوی بعد از رأی اعتماد مجلس به عنوان وزیر صنایع سنگین، او را به عنوان معاون خویش و رئیس هیئت عامل سازمان گسترش برگزید، به این ترتیب نخستین مسئولیت دولتی‌اش را تجربه کرد. بعد از آن در سال ۱۳۶۸ به عنوان معاون نخست‌وزیر در امور جانبازان انقلاب اسلامی و عضو هیئت سرپرستی بنیاد جانبازان برگزیده شد. با آغاز دولت اصلاحات به مسئولیت مشاور ارشد رئیس‌جمهور در سازمان امور اداری و استخدامی کشور در سال ۱۳۷۶ الی ۱۳۷۹، عضو شورای عالی انقلاب فرهنگی، عضو شورای مرکز تحقیقات استراتژیک ریاست جمهوری را تجربه کرد. در سال ۱۳۸۴ اعطای نشان دولتی را دریافت کرد. در دولت دوم خاتمی از مسئولیت‌های دولتی کناره گرفت و به فعالیت‌های غیردولتی پرداخت.

## دیگر فعالیت‌ها
- مؤسس بیش از ۱۵ مؤسسه غیردولتی
- رئیس مؤسسه سیمای جوان
- رئیس سازمان برنامه و بودجه
- مدیرعامل و رئیس هیئت مدیره شرکت هواپیمایی جمهوری اسلامی ایران.[۵]

## دستگیری
باقریان در انتخابات دوره دهم ریاست جمهوری که به عنوان رئیس ستاد موسوی فعالیت می‌کرد، در تاریخ ۷ دی ۱۳۸۸ دستگیر شد.